# Concacaf Gold Cup 2009
Concacaf Gold Cup 2009 spelades i USA under perioden 3-26 juli 2009.  Mexiko vann turneringen före USA, som finalbesegrades med 5-0.

## Deltagande lag

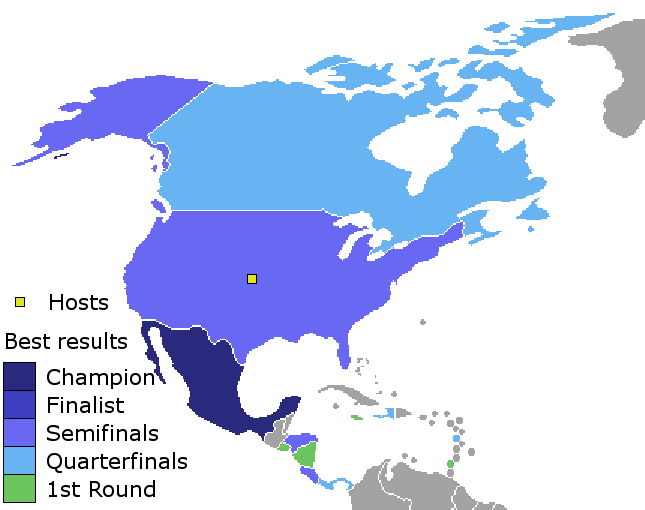
Karta över deltagande lag.

| Lag                                                                  | Kvalificering         | Deltagande i CONCACAF Gold Cup |
| Nordamerikanska zonen                                                | Nordamerikanska zonen | Nordamerikanska zonen          |
| -------------------------------------------------------------------- | --------------------- | ------------------------------ |
| USA                                                                  | Värd                  | 10                             |
| Mexiko                                                               | Automatiskt           | 10                             |
| Kanada                                                               | Automatiskt           | 9                              |
| Karibiska zonen kvalificerade genom karibiska mästerskapet 2008      |                       |                                |
| Jamaica                                                              | Etta                  | 7                              |
| Grenada                                                              | Tvåa                  | 1                              |
| Guadeloupe                                                           | 3 Trea                | 2                              |
| Haiti                                                                | 5 place               | 4                              |
| Centralamerikanska zonen kvalificerade genom UNCAF-mästerskapet 2009 |                       |                                |
| Panama                                                               | Etta                  | 4                              |
| Costa Rica                                                           | Tvåa                  | 9                              |
| Honduras                                                             | Trea                  | 9                              |
| El Salvador                                                          | Fyra                  | 6                              |
| Nicaragua                                                            | Femma                 | 1                              |

1. ↑  Kuba slutade fyra i karibiska mästerskapen, men drog sig ur då man inte ansåg sig kunna skicka ett lag slagkraftigt nog för turneringen.[2][3] CFU lottade i stället vem av Haiti eller Trinidad och Tobago, treor i grupp I respektive grupp J, som skulle få Cubas plats, och det.[4]

## Domare
| - Paul Ward - Wálter Quesada - Joel Aguilar - Walter López - José Pineda | - Courtney Campbell - Benito Archundia - Marco Antonio Rodríguez - Roberto García - Roberto Moreno | - Enrico Wijngaarde - Geoffrey Hospedales - Neal Brizan - Jair Marrufo - Terry Vaughn |

## Spelplatser
Med 13 i antalet hade antalet arenor i turneringen aldrig varit höger. Arenorna meddelades den 9 mars 2009.
| Carson/Los Angeles      | Seattle           | Columbus              | Oakland                         | Washington                         |
| ----------------------- | ----------------- | --------------------- | ------------------------------- | ---------------------------------- |
| The Home Depot Center   | Qwest Field       | Columbus Crew Stadium | Oakland-Alameda County Coliseum | Robert F. Kennedy Memorial Stadium |
| Kapacitet: 27,000       | Kapacitet: 67,000 | Kapacitet: 22,555     | Kapacitet: 47,416               | Kapacitet: 56,692                  |
|                         |                   |                       |                                 |                                    |
| Houston                 | Miami             | Foxborough            | Glendale                        |                                    |
| Reliant Stadium         | FIU Stadium       | Gillette Stadium      | University of Phoenix Stadium   |                                    |
| Kapacitet: 71,500       | Kapacitet: 20,000 | Kapacitet: 68,756     | Kapacitet: 63,400               |                                    |
|                         |                   |                       |                                 |                                    |
| Philadelphia            | Arlington         | Chicago               | East Rutherford                 |                                    |
| Lincoln Financial Field | Cowboys Stadium   | Soldier Field         | Giants Stadium                  |                                    |
| Kapacitet: 68,532       | Kapacitet: 80,000 | Kapacitet: 61,500     | Kapacitet: 80,242               |                                    |
|                         |                   |                       |                                 |                                    |

## Gruppspel
De 12 lagen delades in i tre grupper. Grupperna lottades den 2 april 2009. De två främsta i varje grupp samt de två bästa grupptreorna gick vidare till slutspelet.

### Grupp A
| Nr | Lag         | S | V | O | F | GM | IM | MS  | P |
| -- | ----------- | - | - | - | - | -- | -- | --- | - |
| 1  | Kanada      | 3 | 2 | 1 | 0 | 8  | 2  | +6  | 7 |
| 2  | Costa Rica  | 3 | 1 | 1 | 1 | 5  | 2  | +3  | 4 |
| 3  | Jamaica     | 3 | 1 | 0 | 2 | 4  | 3  | +1  | 3 |
| 4  | El Salvador | 3 | 1 | 0 | 2 | 0  | 10 | −10 | 3 |

|             | 3 juli 2009 | Kanada        | 1 – 0           | Jamaica | The Home Depot Center                                         |                                                               |
| 15:00 UTC−7 | 15:00 UTC−7 | Ali Gerba 75′ | (0 – 0) Rapport |         | Carson, Kalifornien Publik: 27 000 Domare: Terry Vaughn (USA) | Carson, Kalifornien Publik: 27 000 Domare: Terry Vaughn (USA) |
| 15:00 UTC−7 | 15:00 UTC−7 |               |                 |         | Carson, Kalifornien Publik: 27 000 Domare: Terry Vaughn (USA) | Carson, Kalifornien Publik: 27 000 Domare: Terry Vaughn (USA) |
| 15:00 UTC−7 | 15:00 UTC−7 |               |                 |         | Carson, Kalifornien Publik: 27 000 Domare: Terry Vaughn (USA) | Carson, Kalifornien Publik: 27 000 Domare: Terry Vaughn (USA) |

|             | 3 juli 2009 | Costa Rica          | 1 – 2           | El Salvador           | The Home Depot Center                                                |                                                                      |
| 19:00 UTC−7 | 19:00 UTC−7 | Warren Granados 64′ | (0 – 1) Rapport | 19′, 87′ Osael Romero | Carson, Kalifornien Publik: 27 000 Domare: Benito Archundia (Mexiko) | Carson, Kalifornien Publik: 27 000 Domare: Benito Archundia (Mexiko) |
| 19:00 UTC−7 | 19:00 UTC−7 |                     |                 |                       | Carson, Kalifornien Publik: 27 000 Domare: Benito Archundia (Mexiko) | Carson, Kalifornien Publik: 27 000 Domare: Benito Archundia (Mexiko) |
| 19:00 UTC−7 | 19:00 UTC−7 |                     |                 |                       | Carson, Kalifornien Publik: 27 000 Domare: Benito Archundia (Mexiko) | Carson, Kalifornien Publik: 27 000 Domare: Benito Archundia (Mexiko) |

|             | 7 juli 2009 | Jamaica | 0 – 1           | Costa Rica       | Columbus Crew Stadium                                   |                                                         |
| 19:00 UTC−4 | 19:00 UTC−4 |         | (0 – 0) Rapport | 64′ Celso Borges | Columbus, Ohio Publik: 7 059 Domare: Jair Marrufo (USA) | Columbus, Ohio Publik: 7 059 Domare: Jair Marrufo (USA) |
| 19:00 UTC−4 | 19:00 UTC−4 |         |                 |                  | Columbus, Ohio Publik: 7 059 Domare: Jair Marrufo (USA) | Columbus, Ohio Publik: 7 059 Domare: Jair Marrufo (USA) |
| 19:00 UTC−4 | 19:00 UTC−4 |         |                 |                  | Columbus, Ohio Publik: 7 059 Domare: Jair Marrufo (USA) | Columbus, Ohio Publik: 7 059 Domare: Jair Marrufo (USA) |

|             | 7 juli 2009 | El Salvador | 0 – 1           | Kanada        | Columbus Crew Stadium                                               |                                                                     |
| 21:00 UTC−4 | 21:00 UTC−4 |             | (0 – 1) Rapport | 32′ Ali Gerba | Columbus, Ohio Publik: 7 059 Domare: Roberto García Orozco (Mexiko) | Columbus, Ohio Publik: 7 059 Domare: Roberto García Orozco (Mexiko) |
| 21:00 UTC−4 | 21:00 UTC−4 |             |                 |               | Columbus, Ohio Publik: 7 059 Domare: Roberto García Orozco (Mexiko) | Columbus, Ohio Publik: 7 059 Domare: Roberto García Orozco (Mexiko) |
| 21:00 UTC−4 | 21:00 UTC−4 |             |                 |               | Columbus, Ohio Publik: 7 059 Domare: Roberto García Orozco (Mexiko) | Columbus, Ohio Publik: 7 059 Domare: Roberto García Orozco (Mexiko) |

|             | 10 juli 2009 | Costa Rica                         | 2 – 2           | Kanada                                 | FIU Stadium                                              |                                                          |
| 19:00 UTC−4 | 19:00 UTC−4  | Andy Herrón 23′ Walter Centeno 35′ | (2 – 2) Rapport | 25′ Patrice Bernier 28′ Marcel de Jong | Miami, Florida Publik: 17 269 Domare: Terry Vaughn (USA) | Miami, Florida Publik: 17 269 Domare: Terry Vaughn (USA) |
| 19:00 UTC−4 | 19:00 UTC−4  |                                    |                 |                                        | Miami, Florida Publik: 17 269 Domare: Terry Vaughn (USA) | Miami, Florida Publik: 17 269 Domare: Terry Vaughn (USA) |
| 19:00 UTC−4 | 19:00 UTC−4  |                                    |                 |                                        | Miami, Florida Publik: 17 269 Domare: Terry Vaughn (USA) | Miami, Florida Publik: 17 269 Domare: Terry Vaughn (USA) |

|             | 10 juli 2009 | El Salvador | 0 – 1           | Jamaica           | FIU Stadium                                                                     |                                                                                 |
| 21:00 UTC−4 | 21:00 UTC−4  |             | (0 – 0) Rapport | 70′ Omar Cummings | Miami, Florida Publik: 17 269 Domare: Geoffrey Hospedales (Trinidad och Tobago) | Miami, Florida Publik: 17 269 Domare: Geoffrey Hospedales (Trinidad och Tobago) |
| 21:00 UTC−4 | 21:00 UTC−4  |             |                 |                   | Miami, Florida Publik: 17 269 Domare: Geoffrey Hospedales (Trinidad och Tobago) | Miami, Florida Publik: 17 269 Domare: Geoffrey Hospedales (Trinidad och Tobago) |
| 21:00 UTC−4 | 21:00 UTC−4  |             |                 |                   | Miami, Florida Publik: 17 269 Domare: Geoffrey Hospedales (Trinidad och Tobago) | Miami, Florida Publik: 17 269 Domare: Geoffrey Hospedales (Trinidad och Tobago) |

### Grupp B
| Nr | Lag      | S | V | O | F | GM | IM | MS  | P |
| -- | -------- | - | - | - | - | -- | -- | --- | - |
| 1  | USA      | 3 | 2 | 1 | 0 | 8  | 2  | +6  | 7 |
| 2  | Honduras | 3 | 2 | 0 | 1 | 5  | 2  | +3  | 6 |
| 3  | Haiti    | 3 | 1 | 1 | 1 | 4  | 3  | +1  | 4 |
| 4  | Grenada  | 3 | 0 | 0 | 3 | 0  | 10 | −10 | 0 |

|             | 4 juli 2009 | Honduras         | 1 – 0           | Haiti | Qwest Field                                                                 |                                                                             |
| 15:00 UTC−7 | 15:00 UTC−7 | Carlo Costly 76′ | (0 – 0) Rapport |       | Seattle, Washington Publik: 15 387 Domare: Marco Antonio Rodríguez (Mexiko) | Seattle, Washington Publik: 15 387 Domare: Marco Antonio Rodríguez (Mexiko) |
| 15:00 UTC−7 | 15:00 UTC−7 |                  |                 |       | Seattle, Washington Publik: 15 387 Domare: Marco Antonio Rodríguez (Mexiko) | Seattle, Washington Publik: 15 387 Domare: Marco Antonio Rodríguez (Mexiko) |
| 15:00 UTC−7 | 15:00 UTC−7 |                  |                 |       | Seattle, Washington Publik: 15 387 Domare: Marco Antonio Rodríguez (Mexiko) | Seattle, Washington Publik: 15 387 Domare: Marco Antonio Rodríguez (Mexiko) |

|             | 4 juli 2009 | Grenada | 0 – 4           | USA                                                                  | Qwest Field                                                                    |                                                                                |
| 18:00 UTC−7 | 18:00 UTC−7 |         | (0 – 2) Rapport | 7′ Freddy Adu 31′ Stuart Holden 60′ Robbie Rogers 69′ Charlie Davies | Seattle, Washington Publik: 15 387 Domare: Walter López Castellanos (Honduras) | Seattle, Washington Publik: 15 387 Domare: Walter López Castellanos (Honduras) |
| 18:00 UTC−7 | 18:00 UTC−7 |         |                 |                                                                      | Seattle, Washington Publik: 15 387 Domare: Walter López Castellanos (Honduras) | Seattle, Washington Publik: 15 387 Domare: Walter López Castellanos (Honduras) |
| 18:00 UTC−7 | 18:00 UTC−7 |         |                 |                                                                      | Seattle, Washington Publik: 15 387 Domare: Walter López Castellanos (Honduras) | Seattle, Washington Publik: 15 387 Domare: Walter López Castellanos (Honduras) |

|             | 8 juli 2009 | Haiti                               | 2 – 0           | Grenada | Robert F. Kennedy Memorial Stadium                        |                                                           |
| 19:00 UTC−4 | 19:00 UTC−4 | Fabrice Noël 14′ James Marcelin 79′ | (1 – 0) Rapport |         | Washington Publik: 26 079 Domare: Roberto Moreno (Panama) | Washington Publik: 26 079 Domare: Roberto Moreno (Panama) |
| 19:00 UTC−4 | 19:00 UTC−4 |                                     |                 |         | Washington Publik: 26 079 Domare: Roberto Moreno (Panama) | Washington Publik: 26 079 Domare: Roberto Moreno (Panama) |
| 19:00 UTC−4 | 19:00 UTC−4 |                                     |                 |         | Washington Publik: 26 079 Domare: Roberto Moreno (Panama) | Washington Publik: 26 079 Domare: Roberto Moreno (Panama) |

|             | 8 juli 2009 | USA                                  | 2 – 0           | Honduras | Robert F. Kennedy Memorial Stadium                            |                                                               |
| 21:00 UTC−4 | 21:00 UTC−4 | Santino Quaranta 74′ Brian Ching 79′ | (0 – 0) Rapport |          | Washington Publik: 26 079 Domare: Courtney Campbell (Jamaica) | Washington Publik: 26 079 Domare: Courtney Campbell (Jamaica) |
| 21:00 UTC−4 | 21:00 UTC−4 |                                      |                 |          | Washington Publik: 26 079 Domare: Courtney Campbell (Jamaica) | Washington Publik: 26 079 Domare: Courtney Campbell (Jamaica) |
| 21:00 UTC−4 | 21:00 UTC−4 |                                      |                 |          | Washington Publik: 26 079 Domare: Courtney Campbell (Jamaica) | Washington Publik: 26 079 Domare: Courtney Campbell (Jamaica) |

|             | 11 juli 2009 | USA                                | 2 – 2           | Haiti                            | Gillette Stadium                                                             |                                                                              |
| 19:00 UTC−4 | 19:00 UTC−4  | Davy Arnaud 6′ Stuart Holden 90+2′ | (1 – 0) Rapport | 46′ Vaniel Sirin 49′ Monès Chéry | Foxborough, Massachusetts Publik: 24 137 Domare: Wálter Quesada (Costa Rica) | Foxborough, Massachusetts Publik: 24 137 Domare: Wálter Quesada (Costa Rica) |
| 19:00 UTC−4 | 19:00 UTC−4  |                                    |                 |                                  | Foxborough, Massachusetts Publik: 24 137 Domare: Wálter Quesada (Costa Rica) | Foxborough, Massachusetts Publik: 24 137 Domare: Wálter Quesada (Costa Rica) |
| 19:00 UTC−4 | 19:00 UTC−4  |                                    |                 |                                  | Foxborough, Massachusetts Publik: 24 137 Domare: Wálter Quesada (Costa Rica) | Foxborough, Massachusetts Publik: 24 137 Domare: Wálter Quesada (Costa Rica) |

|             | 11 juli 2009 | Honduras                                                                            | 4 – 0           | Grenada | Gillette Stadium                                                                 |                                                                                  |
| 21:00 UTC−4 | 21:00 UTC−4  | Walter Julián Martínez 2′ Roger Espinoza 25′ Melvin Valladares 56′ Carlo Costly 67′ | (2 – 0) Rapport |         | Foxborough, Massachusetts Publik: 24 137 Domare: Marco Antonio Rodrígue (Mexiko) | Foxborough, Massachusetts Publik: 24 137 Domare: Marco Antonio Rodrígue (Mexiko) |
| 21:00 UTC−4 | 21:00 UTC−4  |                                                                                     |                 |         | Foxborough, Massachusetts Publik: 24 137 Domare: Marco Antonio Rodrígue (Mexiko) | Foxborough, Massachusetts Publik: 24 137 Domare: Marco Antonio Rodrígue (Mexiko) |
| 21:00 UTC−4 | 21:00 UTC−4  |                                                                                     |                 |         | Foxborough, Massachusetts Publik: 24 137 Domare: Marco Antonio Rodrígue (Mexiko) | Foxborough, Massachusetts Publik: 24 137 Domare: Marco Antonio Rodrígue (Mexiko) |

### Grupp C
| Nr | Lag        | S | V | O | F | GM | IM | MS | P |
| -- | ---------- | - | - | - | - | -- | -- | -- | - |
| 1  | Mexiko     | 3 | 2 | 1 | 0 | 5  | 1  | +4 | 7 |
| 2  | Guadeloupe | 3 | 2 | 0 | 1 | 4  | 3  | +1 | 6 |
| 3  | Panama     | 3 | 1 | 1 | 1 | 6  | 3  | +3 | 4 |
| 4  | Nicaragua  | 3 | 0 | 0 | 3 | 0  | 8  | −8 | 0 |

|             | 5 juli 2009 | Panama              | 1 – 2           | Guadeloupe                         | Oakland–Alameda County Coliseum                                               |                                                                               |
| 14:00 UTC−7 | 14:00 UTC−7 | Nelson Barahona 68′ | (0 – 2) Rapport | 33′ Loïc Loval 43′ David Fleurival | Oakland, Kalifornien Publik: 32 500 Domare: Neal Brizan (Trinidad och Tobago) | Oakland, Kalifornien Publik: 32 500 Domare: Neal Brizan (Trinidad och Tobago) |
| 14:00 UTC−7 | 14:00 UTC−7 |                     |                 |                                    | Oakland, Kalifornien Publik: 32 500 Domare: Neal Brizan (Trinidad och Tobago) | Oakland, Kalifornien Publik: 32 500 Domare: Neal Brizan (Trinidad och Tobago) |
| 14:00 UTC−7 | 14:00 UTC−7 |                     |                 |                                    | Oakland, Kalifornien Publik: 32 500 Domare: Neal Brizan (Trinidad och Tobago) | Oakland, Kalifornien Publik: 32 500 Domare: Neal Brizan (Trinidad och Tobago) |

|             | 5 juli 2009 | Nicaragua | 0 – 2           | Mexiko                                           | Oakland–Alameda County Coliseum                                |                                                                |
| 16:00 UTC−7 | 16:00 UTC−7 |           | (0 – 1) Rapport | 45′ (str.) Luis Miguel Noriega 86′ Pablo Barrera | Oakland, Kalifornien Publik: 32 500 Domare: Paul Ward (Kanada) | Oakland, Kalifornien Publik: 32 500 Domare: Paul Ward (Kanada) |
| 16:00 UTC−7 | 16:00 UTC−7 |           |                 |                                                  | Oakland, Kalifornien Publik: 32 500 Domare: Paul Ward (Kanada) | Oakland, Kalifornien Publik: 32 500 Domare: Paul Ward (Kanada) |
| 16:00 UTC−7 | 16:00 UTC−7 |           |                 |                                                  | Oakland, Kalifornien Publik: 32 500 Domare: Paul Ward (Kanada) | Oakland, Kalifornien Publik: 32 500 Domare: Paul Ward (Kanada) |

|             | 9 juli 2009 | Guadeloupe                            | 2 – 0           | Nicaragua | Reliant Stadium                                                |                                                                |
| 19:00 UTC−5 | 19:00 UTC−5 | Stéphane Auvray 57′ Ludovic Gotin 59′ | (0 – 0) Rapport |           | Houston, Texas Publik: 47 713 Domare: Óscar Moncada (Honduras) | Houston, Texas Publik: 47 713 Domare: Óscar Moncada (Honduras) |
| 19:00 UTC−5 | 19:00 UTC−5 |                                       |                 |           | Houston, Texas Publik: 47 713 Domare: Óscar Moncada (Honduras) | Houston, Texas Publik: 47 713 Domare: Óscar Moncada (Honduras) |
| 19:00 UTC−5 | 19:00 UTC−5 |                                       |                 |           | Houston, Texas Publik: 47 713 Domare: Óscar Moncada (Honduras) | Houston, Texas Publik: 47 713 Domare: Óscar Moncada (Honduras) |

|             | 9 juli 2009 | Mexiko           | 1 – 1           | Panama         | Reliant Stadium                                                  |                                                                  |
| 21:00 UTC−5 | 21:00 UTC−5 | Miguel Sabah 10′ | (1 – 1) Rapport | 29′ Blas Pérez | Houston, Texas Publik: 47 713 Domare: Joel Aguilar (El Salvador) | Houston, Texas Publik: 47 713 Domare: Joel Aguilar (El Salvador) |
| 21:00 UTC−5 | 21:00 UTC−5 |                  |                 |                | Houston, Texas Publik: 47 713 Domare: Joel Aguilar (El Salvador) | Houston, Texas Publik: 47 713 Domare: Joel Aguilar (El Salvador) |
| 21:00 UTC−5 | 21:00 UTC−5 |                  |                 |                | Houston, Texas Publik: 47 713 Domare: Joel Aguilar (El Salvador) | Houston, Texas Publik: 47 713 Domare: Joel Aguilar (El Salvador) |

|             | 12 juli 2009 | Panama                                                        | 4 – 0           | Nicaragua | University of Phoenix Stadium                                   |                                                                 |
| 14:00 UTC−7 | 14:00 UTC−7  | Blas Pérez 35′ Gabriel Enrique Gómez 56′ Luis Tejada 76′, 88′ | (1 – 0) Rapport |           | Glendale, Arizona Publik: 23 876 Domare: Jose Pineda (Honduras) | Glendale, Arizona Publik: 23 876 Domare: Jose Pineda (Honduras) |
| 14:00 UTC−7 | 14:00 UTC−7  |                                                               |                 |           | Glendale, Arizona Publik: 23 876 Domare: Jose Pineda (Honduras) | Glendale, Arizona Publik: 23 876 Domare: Jose Pineda (Honduras) |
| 14:00 UTC−7 | 14:00 UTC−7  |                                                               |                 |           | Glendale, Arizona Publik: 23 876 Domare: Jose Pineda (Honduras) | Glendale, Arizona Publik: 23 876 Domare: Jose Pineda (Honduras) |

|             | 12 juli 2009 | Mexiko                               | 2 – 0           | Guadeloupe | University of Phoenix Stadium                                              |                                                                            |
| 16:00 UTC−7 | 16:00 UTC−7  | Gerardo Torrado 42′ Miguel Sabah 85′ | (1 – 0) Rapport |            | Glendale, Arizona Publik: 23 876 Domare: Neal Brizan (Trinidad och Tobago) | Glendale, Arizona Publik: 23 876 Domare: Neal Brizan (Trinidad och Tobago) |
| 16:00 UTC−7 | 16:00 UTC−7  |                                      |                 |            | Glendale, Arizona Publik: 23 876 Domare: Neal Brizan (Trinidad och Tobago) | Glendale, Arizona Publik: 23 876 Domare: Neal Brizan (Trinidad och Tobago) |
| 16:00 UTC−7 | 16:00 UTC−7  |                                      |                 |            | Glendale, Arizona Publik: 23 876 Domare: Neal Brizan (Trinidad och Tobago) | Glendale, Arizona Publik: 23 876 Domare: Neal Brizan (Trinidad och Tobago) |

### Ranking av grupptreor
| Nr | Lag (grupp) | S | V | O | F | GM | IM | MS | P |
| -- | ----------- | - | - | - | - | -- | -- | -- | - |
| 1  | Panama (C)  | 3 | 1 | 1 | 1 | 6  | 3  | +3 | 4 |
| 2  | Haiti (B)   | 3 | 1 | 1 | 1 | 4  | 3  | +1 | 4 |
| 3  | Jamaica (A) | 3 | 1 | 0 | 2 | 1  | 2  | −1 | 3 |

## Slutspel

### Slutspelsträd
|  | Kvartsfinaler | Kvartsfinaler |            |       | Semifinaler | Semifinaler |  |  | Final | Final |
|  |               |               |            |       |             |             |  |  |       |       |
|  |               |               |            |       |             |             |  |  |       |       |
|  |               |               |            |       |             |             |  |  |       |       |
|  | Kanada        | 0             |            |       |             |             |  |  |       |       |
|  | Kanada        | 0             |            |       |             |             |  |  |       |       |
|  | Honduras      | 1             |            |       |             |             |  |  |       |       |
|  | Honduras      | 1             | Honduras   | 0     |             |             |  |  |       |       |
|  |               |               | Honduras   | 0     |             |             |  |  |       |       |
|  |               | USA           | 2          |       |             |             |  |  |       |       |
|  | USA (e.f.)    | USA           | 2          | 2     |             |             |  |  |       |       |
|  | USA (e.f.)    |               |            | 2     |             |             |  |  |       |       |
|  | Panama        | 1             |            |       |             |             |  |  |       |       |
|  | Panama        | 1             | USA        | 0     |             |             |  |  |       |       |
|  |               |               | USA        | 0     |             |             |  |  |       |       |
|  |               | Mexiko        | 5          |       |             |             |  |  |       |       |
|  | Guadeloupe    | Mexiko        | 5          | 1     |             |             |  |  |       |       |
|  | Guadeloupe    |               |            | 1     |             |             |  |  |       |       |
|  | Costa Rica    | 5             |            |       |             |             |  |  |       |       |
|  | Costa Rica    | 5             | Costa Rica | 1 (3) |             |             |  |  |       |       |
|  |               |               | Costa Rica | 1 (3) |             |             |  |  |       |       |
|  |               | Mexiko (str.) | 1 (5)      |       |             |             |  |  |       |       |
|  | Mexiko        | Mexiko (str.) | 1 (5)      | 4     |             |             |  |  |       |       |
|  | Mexiko        |               |            | 4     |             |             |  |  |       |       |
|  | Haiti         | 0             |            |       |             |             |  |  |       |       |
|  | Haiti         | 0             |            |       |             |             |  |  |       |       |

### Kvartsfinaler
|             | 18 juli 2009 | Kanada | 0 – 1           | Honduras                          | Lincoln Financial Field                                                      |                                                                              |
| 17:00 UTC−4 | 17:00 UTC−4  |        | (0 – 1) Rapport | 36′ (str.) Walter Julián Martínez | Philadelphia, Pennsylvania Publik: 32 000 Domare: Joel Aguilar (El Salvador) | Philadelphia, Pennsylvania Publik: 32 000 Domare: Joel Aguilar (El Salvador) |
| 17:00 UTC−4 | 17:00 UTC−4  |        |                 |                                   | Philadelphia, Pennsylvania Publik: 32 000 Domare: Joel Aguilar (El Salvador) | Philadelphia, Pennsylvania Publik: 32 000 Domare: Joel Aguilar (El Salvador) |
| 17:00 UTC−4 | 17:00 UTC−4  |        |                 |                                   | Philadelphia, Pennsylvania Publik: 32 000 Domare: Joel Aguilar (El Salvador) | Philadelphia, Pennsylvania Publik: 32 000 Domare: Joel Aguilar (El Salvador) |

|             | 18 juli 2009 | USA                                         | 0000 2 – 1 (e.fl.) | Panama         | Lincoln Financial Field                                                     |                                                                             |
| 20:00 UTC−4 | 20:00 UTC−4  | Kyle Beckerman 49′ Kenny Cooper 106′ (str.) | (0 – 1) Rapport    | 45′ Blas Pérez | Philadelphia, Pennsylvania Publik: 32 000 Domare: Benito Archundia (Mexiko) | Philadelphia, Pennsylvania Publik: 32 000 Domare: Benito Archundia (Mexiko) |
| 20:00 UTC−4 | 20:00 UTC−4  |                                             |                    |                | Philadelphia, Pennsylvania Publik: 32 000 Domare: Benito Archundia (Mexiko) | Philadelphia, Pennsylvania Publik: 32 000 Domare: Benito Archundia (Mexiko) |
| 20:00 UTC−4 | 20:00 UTC−4  |                                             |                    |                | Philadelphia, Pennsylvania Publik: 32 000 Domare: Benito Archundia (Mexiko) | Philadelphia, Pennsylvania Publik: 32 000 Domare: Benito Archundia (Mexiko) |

|             | 19 juli 2009 | Guadeloupe             | 1 – 5           | Costa Rica                                                                          | Cowboys Stadium                                                |                                                                |
| 15:00 UTC−5 | 15:00 UTC−5  | Alexandre Alphonse 64′ | (0 – 2) Rapport | 3′ Celso Borges 16′, 71′ Álvaro Saborío 47′ Andy Herron 89′ Pablo Herrera Barrantes | Arlington, Texas Publik: 85 000 Domare: Jose Pineda (Honduras) | Arlington, Texas Publik: 85 000 Domare: Jose Pineda (Honduras) |
| 15:00 UTC−5 | 15:00 UTC−5  |                        |                 |                                                                                     | Arlington, Texas Publik: 85 000 Domare: Jose Pineda (Honduras) | Arlington, Texas Publik: 85 000 Domare: Jose Pineda (Honduras) |
| 15:00 UTC−5 | 15:00 UTC−5  |                        |                 |                                                                                     | Arlington, Texas Publik: 85 000 Domare: Jose Pineda (Honduras) | Arlington, Texas Publik: 85 000 Domare: Jose Pineda (Honduras) |

|             | 19 juli 2009 | Mexiko                                                         | 4 – 0           | Haiti | Cowboys Stadium                                                     |                                                                     |
| 18:00 UTC−5 | 18:00 UTC−5  | Miguel Sabah 23′, 63′ Giovani dos Santos 42′ Pablo Barrera 83′ | (2 – 0) Rapport |       | Arlington, Texas Publik: 85 000 Domare: Courtney Campbell (Jamaica) | Arlington, Texas Publik: 85 000 Domare: Courtney Campbell (Jamaica) |
| 18:00 UTC−5 | 18:00 UTC−5  |                                                                |                 |       | Arlington, Texas Publik: 85 000 Domare: Courtney Campbell (Jamaica) | Arlington, Texas Publik: 85 000 Domare: Courtney Campbell (Jamaica) |
| 18:00 UTC−5 | 18:00 UTC−5  |                                                                |                 |       | Arlington, Texas Publik: 85 000 Domare: Courtney Campbell (Jamaica) | Arlington, Texas Publik: 85 000 Domare: Courtney Campbell (Jamaica) |

### Semifinaler
|             | 23 juli 2009 | Honduras | 0 – 2           | USA                                   | Soldier Field                                                        |                                                                      |
| 18:00 UTC−5 | 18:00 UTC−5  |          | (0 – 1) Rapport | 45′ Clarence Goodson 90′ Kenny Cooper | Chicago, Illinois Publik: 55 173 Domare: Courtney Campbell (Jamaica) | Chicago, Illinois Publik: 55 173 Domare: Courtney Campbell (Jamaica) |
| 18:00 UTC−5 | 18:00 UTC−5  |          |                 |                                       | Chicago, Illinois Publik: 55 173 Domare: Courtney Campbell (Jamaica) | Chicago, Illinois Publik: 55 173 Domare: Courtney Campbell (Jamaica) |
| 18:00 UTC−5 | 18:00 UTC−5  |          |                 |                                       | Chicago, Illinois Publik: 55 173 Domare: Courtney Campbell (Jamaica) | Chicago, Illinois Publik: 55 173 Domare: Courtney Campbell (Jamaica) |

|             | 23 juli 2009 | Costa Rica                                                        | 0000 1 – 1 (e.fl.)         | Mexiko                                                                        | Soldier Field                                                    |                                                                  |
| 21:00 UTC−5 | 21:00 UTC−5  | Froylán Ledezma 90+3′                                             | (0 – 0) Rapport            | 88′ Guillermo Franco                                                          | Chicago, Illinois Publik: 55 173 Domare: Roberto Moreno (Panama) | Chicago, Illinois Publik: 55 173 Domare: Roberto Moreno (Panama) |
| 21:00 UTC−5 | 21:00 UTC−5  |                                                                   |                            |                                                                               | Chicago, Illinois Publik: 55 173 Domare: Roberto Moreno (Panama) | Chicago, Illinois Publik: 55 173 Domare: Roberto Moreno (Panama) |
| 21:00 UTC−5 | 21:00 UTC−5  | Álvaro Saborío Celso Borges Froylán Ledezma Cristian Oviedo Calvo | Straffsparksläggning 3 – 5 | Guillermo Franco Giovani dos Santos Gerardo Torrado Efraín Juárez Carlos Vela | Chicago, Illinois Publik: 55 173 Domare: Roberto Moreno (Panama) | Chicago, Illinois Publik: 55 173 Domare: Roberto Moreno (Panama) |

### Final
|             | 26 juli 2009 | USA | 0 – 5           | Mexiko | Giants Stadium                                                                 |                                                                                |
| 15:00 UTC−4 | 15:00 UTC−4  |     | (0 – 0) Rapport | 56′ (str.) Gerardo Torrado 62′ Giovani dos Santos 67′ Carlos Vela 79′ José Antonio Castro 90′ Guillermo Franco | East Rutherford, New Jersey Publik: 79 156 Domare: Courtney Campbell (Jamaica) | East Rutherford, New Jersey Publik: 79 156 Domare: Courtney Campbell (Jamaica) |
| 15:00 UTC−4 | 15:00 UTC−4  |     |                 | | East Rutherford, New Jersey Publik: 79 156 Domare: Courtney Campbell (Jamaica) | East Rutherford, New Jersey Publik: 79 156 Domare: Courtney Campbell (Jamaica) |
| 15:00 UTC−4 | 15:00 UTC−4  |     |                 | | East Rutherford, New Jersey Publik: 79 156 Domare: Courtney Campbell (Jamaica) | East Rutherford, New Jersey Publik: 79 156 Domare: Courtney Campbell (Jamaica) |

## Priser och utmärkelser
| Guldskon     | Mest värdefulle spelaren | Bäste målvakt | Fair Play-priset |
| ------------ | ------------------------ | ------------- | ---------------- |
| Miguel Sabah | Giovani dos Santos       | Keylor Navas  | USA              |

### All Star-laget
All Star-laget togs ut av spelare från kvartsfinallagen.
| Målvakt                      | Backar                                                                                  | Mittfältare                                                                                    | Anfallare                                                |
| ---------------------------- | --------------------------------------------------------------------------------------- | ---------------------------------------------------------------------------------------------- | -------------------------------------------------------- |
| Keylor Navas Guillermo Ochoa | Mike Klukowski Freddy Fernández Fausto Pinto Luis Moreno Clarence Goodson Chad Marshall | Julián de Guzmán Celso Borges Stéphane Auvray Gerardo Torrado Giovani dos Santos Stuart Holden | Alvaro Saborio Walter Martinez Miguel Sabah Kenny Cooper |

## Skytteligan
4 mål
- Miguel Sabah

3 mål
- Blas Pérez

2 mål
| - Ali Gerba - Celso Borges - Andy Herron - Álvaro Saborío - Osael Romero | - Carlo Costly - Walter Martínez - Gerardo Torrado - Giovani dos Santos - Pablo Barrera | - Guillermo Franco - Luis Tejada - Kenny Cooper - Stuart Holden |

1 mål
| - Patrice Bernier - Marcel de Jong - Walter Centeno - Warren Granados - Pablo Herrera - Froylán Ledezma - Alexandre Alphonse - Stéphane Auvray - David Fleurival - Ludovic Gotin - Loïc Loval | - Mones Chéry - James Marcelin - Fabrice Noël - Vaniel Sirin - Roger Espinoza - Melvin Valladares - Omar Cummings - José Antonio Castro - Luis Miguel Noriega - Carlos Vela | - Nelson Barahona - Gabriel Enrique Gómez - Freddy Adu - Davy Arnaud - Kyle Beckerman - Brian Ching - Charlie Davies - Clarence Goodson - Santino Quaranta - Robbie Rogers |

## Slutställning
Matcher avgjorda under förlängning räknas som vinst respektive förlust. Matcher avgjorda under straffsparksläggning räknas som oavgjorda.
| Nr | Lag         | S | V | O | F | GM | IM | MS  | P  |
| -- | ----------- | - | - | - | - | -- | -- | --- | -- |
| 1  | Mexiko      | 6 | 4 | 2 | 0 | 15 | 2  | +13 | 14 |
| 2  | USA         | 6 | 4 | 1 | 1 | 12 | 8  | +4  | 13 |
| 3  | Honduras    | 5 | 3 | 0 | 2 | 6  | 4  | +2  | 9  |
| 4  | Costa Rica  | 5 | 2 | 2 | 1 | 10 | 6  | +4  | 8  |
| 5  | Kanada      | 4 | 2 | 1 | 1 | 4  | 3  | +1  | 7  |
| 6  | Guadeloupe  | 4 | 2 | 0 | 2 | 5  | 8  | −3  | 6  |
| 7  | Panama      | 4 | 1 | 1 | 2 | 7  | 5  | +2  | 4  |
| 8  | Haiti       | 4 | 1 | 1 | 2 | 4  | 7  | −3  | 4  |
| 9  | El Salvador | 3 | 1 | 0 | 2 | 2  | 3  | −1  | 3  |
| 10 | Jamaica     | 3 | 1 | 0 | 2 | 1  | 2  | −1  | 3  |
| 11 | Nicaragua   | 3 | 0 | 0 | 3 | 0  | 8  | −8  | 0  |
| 12 | Grenada     | 3 | 0 | 0 | 3 | 0  | 10 | −10 | 0  |

## Turneringen i media
I Australien sändes turneringen av Setanta Sports
I Brasilien sändes turneringen av Multisports
I Kanada sändes turneringen av Rogers Sportsnet och GolTV Canada
I Costa Rica, sändes turneringen av Teletica Canal 7, XPERTV 33 och Repretel.
I Mexiko och Centralamerika, sändes turneringen av Televisa och TV Azteca (Mexikos och USA:s matcher) och SKY México
I Honduras, sände Televicentro i tre av sina kanaler, MegaTV, Tele Sistema, Canal 7y4.
I Panama, sändes turneringen av RPC TV Canal 4 and TV Max.
I Malaysia, sändes turneringen av Astro Supersports.
I USA sändes turneringen med engelskspråkiga reportrar under USA:s matcher, samt utslagsfasen, i Fox Soccer Channel. Övriga matcher sändes i spanskspråkiga medier, uppdelat på  Galavisión, TeleFutura, Univision.
Internationellt, Amerika undantaget, streamades matcherna legalt över Omnisport.TV som samarbetade med CONCACAF, med engelskspråkiga kommentatorer och i HDTV.

### Fotnoter
1. ↑  Fifa (24 september 2008). ”International Match Calendar 2008–2014” (Portable Document Format). Pressmeddelande.  Läst 23 december 2008. Arkiverad från originalet den 26 januari 2009.
2. 1 2  ”CONCACAF expands Gold Cup host cities, Canada plans modest tournament prep”. Google News. CP. 10 mars 2009. http://www.theglobeandmail.com/sports/concacaf-expands-gold-cup-host-cities/article1150017/. Läst 13 mars 2009.
3. ↑  ”Cubans withdraw from CONCACAF Gold Cup”. Trinidad and Tobago Express. 18 mars 2009. Arkiverad från originalet den 20 juni 2009. https://www.webcitation.org/5hgI4Q9KN?url=http://www.trinidadexpress.com/index.pl/article_sports?id=161453263. Läst 18 mars 2009.
4. ↑  ”Haiti team profile”. CONCACAF. 2009. Arkiverad från originalet den 22 mars 2009. https://web.archive.org/web/20090322063013/http://www.concacaf.com/competitions/goldcup/2009/teamDetail.aspx?id=42. Läst 13 mars 2009.
5. ↑  ”CONCACAF Gold Cup to be played at 13 sites is US”. International Herald Tribune. AP (New York City). 9 mars 2009. Arkiverad från originalet den 12 mars 2009. https://web.archive.org/web/20090312073958/http://www.iht.com/articles/ap/2009/03/09/sports/SOC-CONCACAF-Gold-Cup.php. Läst 13 mars 2009.
6. ↑  CONCACAF (9 mars 2009). ”Gold Cup to be played in record 13 different U.S. cities juli 3–26”. Pressmeddelande.  Läst 13 mars 2009. Arkiverad från originalet den 20 juni 2009.
7. ↑  ”Costa Rica to face El Salvador on opening night of Gold Cup”. CONCACAF. 2 april 2009 hämtdatum = 2 april 2009. Arkiverad från originalet den 5 april 2009. https://web.archive.org/web/20090405030446/http://www.concacaf.com/view_article.aspx?id=4693.
8. ↑  CONCACAF (26 juli 2009). ”Golden Boot Award”. Pressmeddelande.  Läst 27 juli 2009. Arkiverad från originalet den 16 juli 2011.
9. ↑  CONCACAF (26 juli 2009). ”Most Valuable Player Award”. Pressmeddelande.  Läst 27 juli 2009. Arkiverad från originalet den 8 augusti 2011.
10. ↑  CONCACAF (26 juli 2009). ”Best Goalkeeper”. Pressmeddelande.  Läst 27 juli 2009. Arkiverad från originalet den 8 januari 2011.
11. ↑  CONCACAF (26 juli 2009). ”Fair Play Award”. Pressmeddelande.  Läst 27 juli 2009. Arkiverad från originalet den 8 januari 2011.
12. ↑  CONCACAF (26 juli 2009). ”2009 All-Tournament Team”. Pressmeddelande.  Läst 27 juli 2009. Arkiverad från originalet den 8 januari 2011.